# Кото
Кото е музикален инструмент от групата на струнните инструменти.
Това е традиционен китайски и японски инструмент с тринадесет струни, често превеждан като „арфа“. Котото е националният инструмент на Япония. Дължината му е 180 cm. Навлиза в Япония през Китай през VII – VIII век.